# Blandín de Cornualla
Blandín de Cornualla (títol original: Blandin de Cornoalha) és una obra narrativa, en noves rimades, del segle xiii o, més probablement, del segle xiv, escrita en un occità amb catalanismes, i que narra les aventures de dos cavallers, Blandín de Cornualla i Guiot Ardit de Miramar. L'autor no és conegut. Es tracta d'una obra breu, que no arriba als 2.400 versos (2.387).

## Resum de l'argument
Dos cavallers, Blandín de Cornualla i Guiot Ardit de Miramar, surten a l'aventura i erren durant sis mesos. Un matí troben un gosset que els durà una aventura: els guia a una cova. Guiot es queda fora i Blandín hi entra; troba una casa amb un porter que el convida a entrar si vol trobar una aventura. Blandín entra en un jardí i s'adorm sota un pomer. El desperten dues donzelles que li expliquen que són presoneres d'un gegant, Blandín el venç i surt de la cova amb les dues donzelles. Amb Guiot, continuen fent camí. Veuen un castell, les dues donzelles expliquen que en aquell castell s'hi troba la seva família presonera d'uns altres gegants. Aquest cop és Guiot qui s'enfronta a l'aventura: entra al castell i mata dos lleons, però els gegants el fan presoner. Blandín decideix entrar a buscar Guiot, lluita amb el primer gegant i el mata, i inicia la batalla amb el segon. Guiot, des de la presó, sent la lluita, aconsegueix ensorrar la porta de la presó i, amb Blandín, vencen el gegant. La família de les donzelles queda alliberada.
Després de rebre honors de la família, Blandín i Guiot continuen el camí. Troben un ocell que parla i que els indica que, quan trobin un pi i una bifurcació, han de prendre camins separats per trobar aventures. Arriben al pi. Guiot pren el camí més ample i acorden tornar-se a trobar allà mateix el dia després de Sant Martí. [La narració aquí segueix Guiot:] Guiot troba un pastor a qui demana menjar, passa un missatger que els explica que va a demanar ajuda per al Cavaller Negre, que fa guàrdia en el desert de Claus Cobert, i que l'endemà ha de combatre amb dos cavallers de Cornualla.
Guiot continua el camí, troba el Cavaller Negre en un verger amb un viver de peixos; el cavaller el desafia, combaten i Guiot el mata. Guiot llença el cos del cavaller al viver de peixos i continua el camí. Troba un ermità que l'acull i li cura les ferides. L'ermità l'avisa que els familiars del cavaller es voldran venjar. Guiot l'endemà troba el germà del Cavaller Negre, combaten i el mata. Tot seguit troba la resta del llinatge del Cavaller Negre. Guiot combat però no pot vèncer tot el grup de cavallers i és fet presoner.
[La narració aquí segueix el camí de Blandín:] Blandín va pel camí estret i troba una donzella amb un cavall blanc. La donzella es presenta com a «donzella d'Ultramar» i el convida a dinar. Blandín s'adorm després de dinar. La donzella fuig amb el cavall de Blandín, però li deixa el cavall blanc lligat al prat. Quan Blandín es desperta, munta el cavall blanc tot i prometent-se que recuperarà el seu. Blandín cavalca i troba un escuder que es dol perquè el seu senyor ha mort en una batalla per una donzella encantada que guarden deu cavallers en un castell. Blandín li diu que li ensenyi el castell i que el farà el seu escuder. Peitavín, l'escuder, el guia al castell i Blandín venç els deu cavallers que el guarden. Blandín entra al castell, s'atura a reposar en un verger i troba un jove, que és germà de la donzella encantada, i que el guia fins a la donzella.
La donzella està encantada i adormida en un llit, Blandín se n'enamora tan bon punt la veu. El jove li explica que, per deslliurar-la, haurà de conquerir l'astor blanc que està guardat per una gran serp, un drac malvat i un sarraí encantat que només pot ser vençut si perd una dent de la boca. Blandín mata la serp, passa per costat del drac adormit i venç al sarraí. Pren l'astor, mata el drac en sortint; el jove posa l'astor sobre la mà de la donzella encantada, que es desperta. La donzella, Brianda, ofereix a Blandín tot el seu castell i el seu tresor i Blandín li demana el seu amor. Fan un dinar. Brianda li explica que la donzella d'Ultramar era una enviada seva i que Blandín trobarà el seu cavall als estables del castell. Passen un mes al castell i Blandín recorda que ha de trobar-se amb Guiot. S'acomiada.
La donzella li retreu que no l'estimi, però Blandín li explica les seves aventures prèvies i el seu compromís amb Guiot. Blandín i Peitavín es posen en camí. Esperen tres dies sota el pi i, com que Guiot no apareix, s'endinsen pel camí ample per buscar-lo. Troben el pastor i l'ermità, que els guien. Arriben al castell i pregunten en el llogaret de sota el castell. Un prohom els informa que Guiot és presoner. Blandín parla amb el senyor del castell que li diu que l'haurà de vèncer per alliberar Guiot. Combaten; Blandín el venç i allibera Guiot.
Tornen al castell de Brianda. Fan un sopar i passen la nit. L'endemà, Blandín proposa matrimoni a Brianda, que accepta després d'obtenir l'aprovació del seu germà. Fan venir també Irlanda, germana de Brianda, i la prometen amb Guiot. Se celebren les noces.

## Autoria i datació
No es coneix l'autor del Blandín de Cornualla. El debat científic es divideix entre un autor occità o un autor català que escriu en occità, cosa no inhabitual en l'època. L'edició més moderna del text (Galano) el situa a la meitat del segle xiv (p. 7).

## Transmissió
El text s'ha transmès només a través d'un manuscrit, conservat actualment a la Biblioteca Nacional i Universitària de Torí (G.II.34), de la segona meitat del segle xiv. Enmig d'altres obres llatines, el text del Blandín ocupa els folis 94r-99v. El manuscrit havia pertangut a Vittorio Amadeo de Savoia, que el va cedir a la biblioteca quan aquesta es va fundar (1720), junt amb la seva col·lecció.
El text ha estat editat per Paul Meyer (1873), però a partir d'una transcripció que va obtenir, no a partir del manuscrit original. El manuscrit va patir danys en un incendi el 1904. Ha estat editat també per van der Horst (1974), Pacheco (1983, en una versió catalanitzada) i Galano (2004) (vegeu bibliografia).

## Estructura i altres aspectes de l'obra
L'obra es divideix en dues parts de llargada desigual: la primera, fins al vers 540, es clou amb l'alliberament de les dues donzelles i la seva família; la segona recull les aventures dels dos cavallers per separat amb la cloenda de l'alliberament de Guiot i les noces. A les dues parts principals, s'hi afegeix un pròleg i l'obra es clou amb un breu epíleg.
L'autor mateix anuncia en el segon vers que la seva obra és un bell dictat. L'adscripció del Blandín a un gènere ha estat discutida però se situa entre el roman (novel·la), tot i la seva extensió reduïda, i el conte.
L'obra no és certament de temàtica artúrica (no hi apareix Artús o cap dels cavallers arturians) però sí que els referents a la matèria de Bretanya hi són ben presents: la menció mateixa que els cavallers són de Cornualla, el brachet o gosset que fa de animal-guia, el motiu del cavall perdut que cal recuperar, el cavall blanc o l'astor blanc (el blanc és el color de l'altre món i dels animals-guia; Galano p. 19), l'alliberament de les donzelles, el cavaller que guarda un pas i s'enfronta als qui volen passar-lo, etc. La sortida del cavaller (dels cavallers, en aquest cas) a la cerca d'aventures és el que desencadena l'acció de l'obra.
Galano (p. 20-21) assenyala les diferències entre els dos herois. Blandín du un nom que pot evocar una certa flaquesa (occ. blan «tou») mentre que Guiot Ardit porta un sobrenom que denota valentia, però les aventures de Guiot són fallides i Blandín, en canvi, venç en les seves contra uns enemics que sovint són éssers fantàstics, més que no pas els antagonistes de Guiot (Galano p. 10; p. 21).